# Jean-Baptiste de La Chapelle
Pour les articles homonymes, voir La Chapelle.

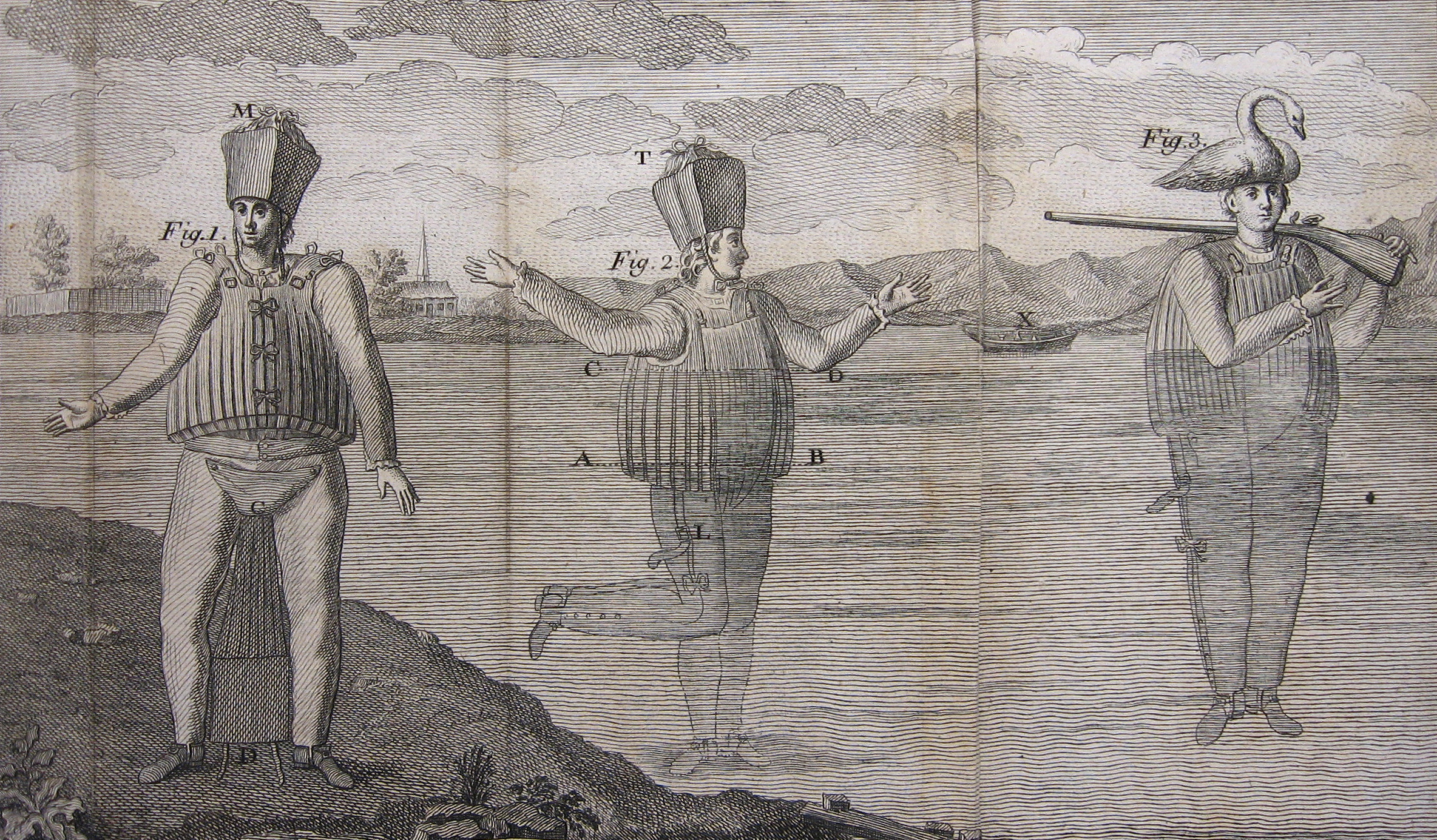
Gravure représentant le scaphandre inventé par La Chapelle.

L'abbé Jean-Baptiste de La Chapelle, de son vrai nom Jean Baptiste Vieillot, dit de La Chapelle, né le 12 janvier 1710, à La Chapelle-sur-Dun et mort le 12 mars 1791 à Paris (inhumé à St-Roch),, est un mathématicien français. Il a contribué aux parties mathématiques de l’Encyclopédie. Il est l'inventeur du mot « scaphandre ».

## Biographie
La Chapelle subvint à ses besoins, au moins jusqu’en 1734, en enseignant les mathématiques. Traducteur d’ouvrages de médecine, il avait publié plusieurs ouvrages de mathématiques élémentaires où il insistait sur l’enseignement de celles-ci dès l’âge de six ans.
Admis, au cours de l’année 1747, à la Société royale de Londres il fut, à partir de 1751, censeur royal.
D'Alembert, qui connaissait et appréciait l’auteur des Institutions de géométrie et du Traité des sections coniques, le choisit pour la rédaction des parties arithmétique et géométrie de l’Encyclopédie. La Chapelle fournit au total plus de 270 articles signés « E » et collabore à l'écriture des douze premiers volumes. L’éditeur Luneau de Boisjermain a rapporté que Diderot jugeait qu’il « s’est débarrassé de cette tâche un peu lestement » et que ses articles sur les mathématiques étaient bien inférieurs à ceux de D’Alembert.
En 1763, il publie un traité pédagogique intitulé L’Art de communiquer ses idées, dans lequel il émet des suggestions sur la façon d’enseigner des sujets comme les langues, l’histoire, les mathématiques et la religion.
La notoriété de La Chapelle s’accrut en 1765 grâce à ses expériences avec un gilet de natation en liège qu’il donnait comme de son invention. Lors d'un séance d'essais dans le Rhin il suggère même, à des fins de plaisir, d'amener une table en liège bien lestée, aux bords assez relevés et chargée de comestibles secs et liquides. Trois ans plus tard, il voulut répéter cette démonstration devant Louis XV, près du pavillon de chasse royal en forêt de Sénart mais sa tentative échoua lorsque le courant l’entraîna à une vitesse telle que le roi ne put identifier ce qui passait devant lui. En 1775, paraissait son Traité de la construction théorique et pratique du scaphandre ou du bateau de l’homme relatant ses expériences.
Également attiré par la ventriloquie, il publie, en 1772, une étude sur un épicier de Saint-Germain-en-Laye particulièrement adepte de cet art, intitulée le Ventriloque, ou l’engastrimythe qui fera autorité en la matière jusqu’au siècle suivant. Cet intérêt émane peut-être d’une tentative de prouver que la ventriloquie pouvait fournir une explication rationnelle au miracle des oracles qui, mise en regard avec certaines remarques faites à D’Alembert sur sa lecture de la Lettre de Trasibule de Fréret et du Testament de Meslier, laisse supposer que La Chapelle, dont Grimm rapporte d’ailleurs à cette époque qu’il n’était plus abbé, a peut-être perdu la foi. On perd sa trace après 1775.

## Bibliographie

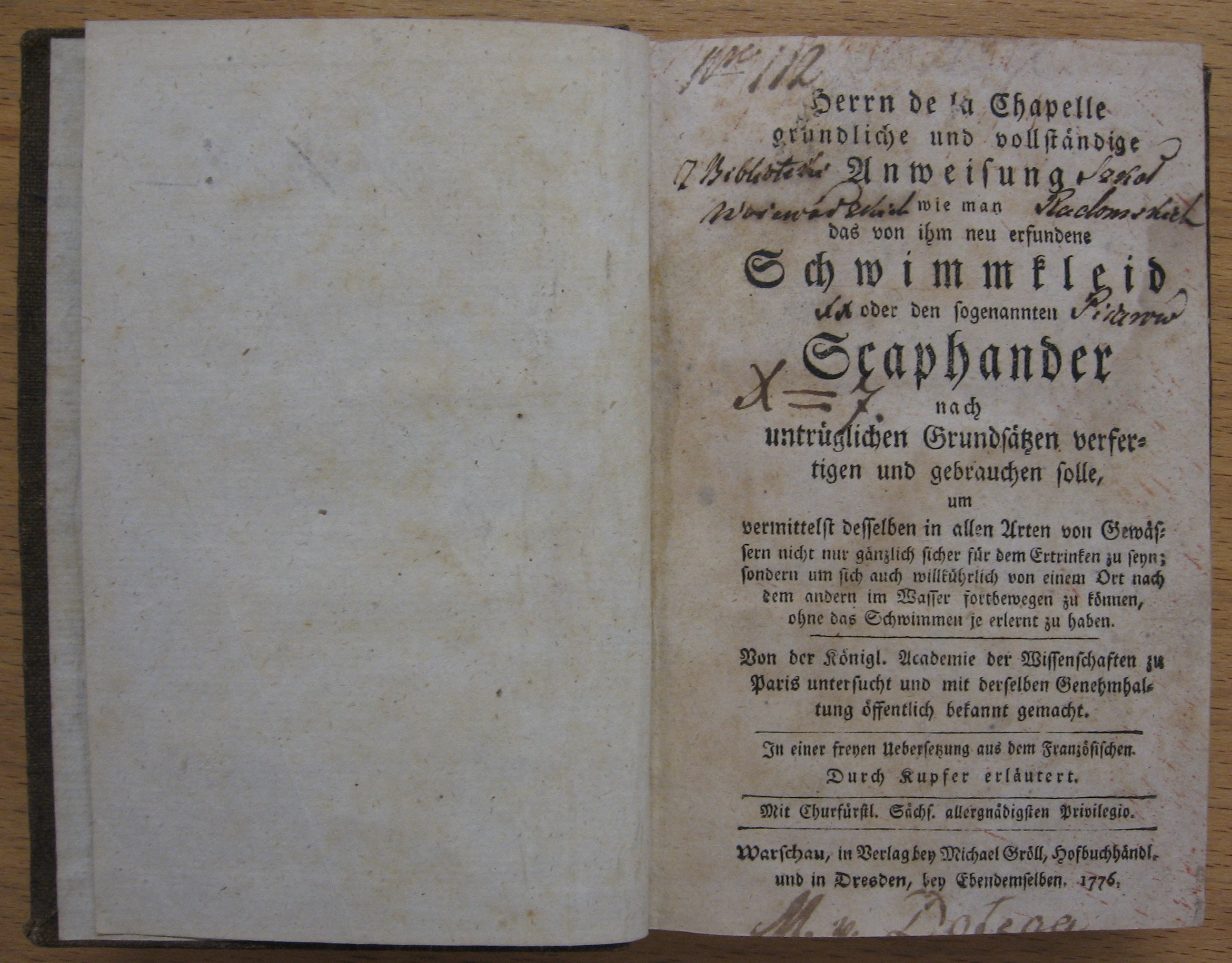
Traduction allemande de 1776 du Traité de la construction du scaphandre, Varsovie.

## Publications
- Discours sur l’Étude des Mathématiques, Paris, 1743.
- Institutions de Géométrie, enrichies de notes critiques et philosophiques sur la nature et des développements de l’esprit humain; précédées d’un Discours sur l’Étude des Mathématiques, 2 vol., Paris 1746, 1757.
- Traité des sections coniques et autres courbes anciennes, appliquées et appliquables à la pratique des differens arts, 1750.
- L’Art de communiquer ses idées, enrichi de notes historiques et philosophiques, London, 1763.
- Le Ventriloque, ou l’Engastrimythe, London & Paris, 1772 (sur Google Books).
- Traité de la Construction théorique et pratique du Scaphandre ou du bateau de l’homme, approuvé par l’Académie des Sciences (Paris 1775) ; réédité sous le titre Traité de la construction théorique et pratique du scaphandre ou bateau de l’homme… par M. de La Chapelle. Nouvelle édition… Précédé du Projet de formation d’une légion nautique ou d’éclaireurs des côtes, destinée à opérer tels débarquemens qu’on avisera sans le secours de vaisseaux… par… La Reynie… [Jean-Baptiste-Marie-Louis de La Reynie de La Bruyère] (Paris an XIII)

## Sources
1. ↑  Archives de Paris Acte de décès reconstitué, vue 7 / 49
2. ↑  Biographie par Françoise Launay et Irène Passeron sur le site ENCCRE

- Frank Arthur Kafker, The encyclopedists as individuals: a biographical dictionary of the authors of the Encyclopédie, Oxford, Studies on Voltaire and the eighteenth Century, 1988, p. 181-4,  (ISBN 0-7294-0368-8).